# SN 1995ad
SN 1995ad – supernowa typu II odkryta 22 września 1995 roku w galaktyce NGC 2139. W momencie odkrycia miała maksymalną jasność 15,70m.